# Gertrude Bell
Gertrude Margret Lowthian Bell, född 14 juli 1868 i Washington Hall, County Durham, England, Storbritannien, död 12 juli 1926 i Bagdad i Irak, var en brittisk forskningsresande, arkeolog, reseskildrare, fackboksförfattare och museichef. Hon var under och efter  första världskriget en av det brittiska imperiets främsta representanter i arabvärlden och kom att spela en avgörande roll i skapandet av staten Irak.

## Biografi

### Studier
Hon föddes in i en av Englands mest prominenta familjer. Redan i unga år visade hon tecken på att gå sin egen väg. Tack vare ett enastående intellekt och envishet fick hon studera vid universitetet i Oxford. Där fanns ytterligare fem kvinnliga studenter och under föreläsningarna tvangs de sitta uppe på podiet med ansiktet bortvänt för att inte genera föreläsaren och de manliga studenterna; att vistas utomhus utan "förkläde" var otänkbart.
Med sina höga betyg och frispråkighet skrämde hon iväg alla potentiella friare. Trots sin stora begåvning och pionjärgärning som kvinna i brittisk utrikesförvaltning bekämpade hon paradoxalt nog kvinnlig rösträtt, bland annat som kampanjarbetare för the Anti-Suffragette League.

### Resor
I ett försök att få Bell, då 23 år gammal, att bli av med "oxfordfasonerna" skickades hon av sin familj iväg till Bukarest. Därifrån gjorde hon sin första resa till Palestina och Transjordanien 1900–1903.
Bell fann att tillvaron bland araberna skänkte en paradoxal frihet. I arabvärlden betraktades hon som ett "tredje kön". Hon lärde sig arabiska, gjorde långa utflykter i öknen på egen hand och knöt ovärderliga kontakter med de nomadiserade stammar som på den tiden befolkade Irak. 1913–1914 gjorde hon en resa genom Syrien och norra Arabien ända till Najd , och utgav i samband därmed flera reseskildringar och arkeologiska arbeten, främst “The desert and the sown”(1907).

### Politisk aktivitet
Under första världskriget, då britterna ockuperade Irak, blev Bell på grund av sin kännedom om de arabiska stammarna och deras politiska förhållanden anställd som brittisk politisk agent i Irak.
Vid fredskonferensen i Paris 1919 företrädde hon liksom  Lawrence av Arabien  den panarabiska rörelsens program. Vid fredskonferensen i Kairo 1921 var hon tillsammans med Lawrence och Winston Churchill med om att dra upp riktlinjerna för landet Iraks kommande öden. Efter upprättandet av den brittiska mandatärstaten Irak var hon där sekreterare hos Storbritanniens High Commissioner och spelade en viktig roll vid Faisals val till dess kung och som hans rådgivare.
1923 blev hon som riksantikvarie i Bagdad chef för det nystartade Baghdad Antiquities Museum. Hon vinnlade sig om att arkeologiska fynd som gjorts i det urgamla tvåflodslandet inte skulle föras ut från Irak. Med museets samlingar lades därmed grunden till det som sedermera blev Iraks nationalmuseum.
Gertrude Bell avled i Bagdad 1926 på grund av en överdos sömnmedel.
Hon tilldelades postumt Brittiska imperieordens utmärkelse.

## Kulturella verk om Gertrude Bell

### Film
- I Werner Herzogs långfilm Queen of the Desert (2015) om Gertrude Bells liv spelas Bell av Nicole Kidman.[13]